# Реутовская мануфактура
Ре́утовская мануфакту́ра — основанное в 1843 году предприятие текстильной промышленности, ставшее градообразующим для подмосковного Реутова.

## История

### Сергей Алексеевич Мазурин 1843—1850
Датой основания Реутовской мануфактуры принято считать 1843 год, когда выкупивший земельные угодья сельца Реутово купец первой гильдии Сергей Алексеевич Мазурин построил четырёхэтажную бумагопрядильную фабрику, назвав её «Елизаветинская» в честь жены. Благодаря оснащению английскими машинами и паровыми турбинами, фабрика в течение первого десятилетия работы стала выпускать высококачественную пряжу и обрела широкую известность далеко за пределами Московской губернии, о чём свидетельствуют многочисленные награды со всероссийских и международных промышленных выставок.

### Митрофан Сергеевич Мазурин 1853—1880
В 1853 году, спустя три года после смерти Сергея Алексеевича Мазурина владение и руководство фабрикой принял на себя старший из его четырёх сыновей Митрофан — в будущем коммерции советник, потомственный почетный гражданин, купец первой гильдии.
В 1860 году создано Товарищество Реутовской мануфактуры. В следующем году Митрофан Мазурин продал фабрику и землю площадью составила 499 десятин 1276 сажен правлению товарищества, войдя в его состав. Обладая большим пакетом акций, оставался хозяином фабрики вплоть до своей смерти в 1880 году. В состав учредителей также вошёл представитель купеческой семьи Г. С. Герасимов.
В 1876 году фабрика получила право изображения на пряже государственного герба, что по тем временам являлось высшим подтверждением качества продукции.
Митрофан Сергеевич за годы своего руководства фабрикой выстроил два производственных корпуса, Старомотальный и Старокрутильный (в котором было установлено около 9000 веретён). Выпускаемая продукция за это время была отмечена двумя золотыми и пятью серебряными медалями на российских и международных выставках.

### 1880—1905
Дело Митрофана Мазурина продолжили его младший брат Алексей, который с 1869 года был членом правления, а с 1900 года являлся директором фабрики.
В 1881 году впервые в Московской губернии освоено производство и выпуск кручёной пряжи.
В 1889 году сгорели деревянные сараев для хранения хлопка и первый корпус фабрики. Новый корпус построен через два года.
11 мая 1893 года газета «Московские ведомости» писала о 50-летии фабрики.
В 1895 году состоялась одна из самых крупных забастовок в России конца XIX века. Прядильщики требовали увеличения заработной платы, совет директоров отказал им. В ответ рабочие разгромили контору и прекратили работу. Из Москвы было направлено 3 сотни казаков и батальон пехоты. Казаки нагайками загнали рабочих в казармы. 130 человек было арестовано. В память о тех событиях установлена мемориальная доска.
В 1896 году забастовку объявили рабочие на Бисеровских торфозаготовках.
Экономический кризис первых лет XX века вынудил «Товарищество Реутовской мануфактуры» сократить выпуск пряжи почти наполовину, что привело к остановке нового корпуса. Правление товарищества в 1905 году продаёт фабрику и реутовские земли за 1050 тысяч рублей товариществу мануфактур «Людвиг Рабенек». Так как семейный особняк также перешёл к новому владельцу, вся семья Мазуриных переехала в летний дом на месте современного парка в южной части Реутова.

### Карл Эдуардович Рабенек 1905—1918
Вплоть до последовавшей в октябре 1918 года национализации хозяином здешних мест был Карл Эдуардович Рабенек. В те годы было проведено техническое переоснащение производства и развитие фабричного посёлка, построена железнодорожная ветка, соединяющая фабрику с Московско-Нижегородской железной дорогой.
В 1905 году установлена паровая машина на 1250 лошадиных сил. Вместо сгоревших хлопковых сараев построены каменные склады. Ныне на их месте строится четырёхэтажное сооружение вдоль Парковой улицы.
В 1910—1912 годах строится турбогенераторная станция на 1,5 тысячи киловатт. Возводится большой трёхэтажный новокрутильный корпус. Количество рабочих увеличилось с 1805 до 2370 человек.

### После 1918
С августа 1921 по январь 1923 первым красным директором был Василий Борисович Кузнецов. Уже будучи переведённым на работу в Москву, 26 июня 1938 года был арестован, 28 августа осуждён, 14 сентября 1939 был расстрелян как «враг народа». Реабилитирован в 1957 году.
С 1925 по 1930 год фабрика была передана Туркменской ССР. В 1925-28 годах построено общежитие для туркмен-практикантов, ставшее седьмой казармой для рабочих. Дом был известен как Атабаевка. В 1926 при торфоразработках[где?] возник посёлок, получивший название Туркме́н.
В декабре 1929 года введён в строй трёхэтажный бетонный корпус.
В мае 1957 года получено новое наименование: реутовская хлопкопрядильная фабрика.
6 февраля 1991 года прошла приватизация, предприятие стало акционерным обществом «Реутовская мануфактура». После открытия рынка для дешёвых импортных тканей в начале 1990-х предприятие находилось в кризисе и прекратило работу в 2007 году. Помещения фабрики стали сдаваться в аренду. С 2013 года фабрикой владеет бизнесмен Шота Сусанян.
В 2018 вместо сноса по генплану поставлена цель ревитализации фабрики.